# Pieresielce
Pieresielce (biał. Перасельцы, Pierasielcy; ros. Пересельцы, Pieriesielcy) – wieś na Białorusi, w obwodzie grodzieńskim, w rejonie grodzieńskim, w sielsowiecie Porzecze.
Znajduje się tu przystanek kolejowy Pieresielce na linii dawnej Kolei Warszawsko-Petersburskiej.

## Historia
W dwudziestoleciu międzywojennym wieś leżała w Polsce, w województwie białostockim, w powiecie grodzieńskim.
Według Powszechnego Spisu Ludności z 1921 roku zamieszkiwało tu 135 osób, 121 było wyznania rzymskokatolickiego, 10 prawosławnego a 4 mojżeszowego. Jednocześnie 131 mieszkańców zadeklarowało polską przynależność narodową a 4 żydowską. Było tu 25 budynków mieszkalnych.
Miejscowość należała do parafii prawosławnej i rzymskokatolickiej w Porzeczu. Podlegała pod Sąd Grodzki w Druskiennikach i Okręgowy w Grodnie; właściwy urząd pocztowy mieścił się w Porzeczu.
W wyniku napaści ZSRR na Polskę we wrześniu 1939 miejscowość znalazła się pod okupacją sowiecką. 2 listopada została włączona do Białoruskiej SRR. 4 grudnia 1939 włączona do nowo utworzonego obwodu białostockiego. Od czerwca 1941 roku pod okupacją niemiecką. 22 lipca 1941 r. włączona w skład okręgu białostockiego III Rzeszy. W 1944 miejscowość została ponownie zajęta przez wojska sowieckie i włączona do obwodu grodzieńskiego Białoruskiej SRR.
Od 1991 w strukturach administracyjnych Białorusi.